# François Zimeray
François Zimeray  (født 4. juli 1961 i Paris) er en fransk advokat, der har været Frankrigs ambassadør i Danmark fra 12. oktober 2013 til 6. juli 2018. Han var borgmester i Petit-Quevilly i Normandiet fra 1989 til 2001, hvorefter han var præsident i Rouen Stor-kommune frem til 2008. I 2008 blev han fransk menneskerettighedsambassadør, hvilket han var frem til sin udnævnelse til fransk ambassadør i Danmark i 2013. Han var desuden medlem af Europaparlamentet fra 1999 til 2004 for Parti Socialiste og blev i 2003 udnævnt som advokat ved Den Internationale Straffedomstol som en af de første. 
Zimeray deltog i februar 2015 i et arrangement i Kulturhuset Krudttønden på Østerbro i København, da det blev udsat for en beskydning.
Han slap uskadt, og har udtrykt sine indtryk af episoden i et interview:
"Min største frygt er, at det mest værdifulde, som danskerne har, nemlig den helt enestående tillidsbaserede levevis, går tabt",
sagde Francois Zimeray bl.a. i et interview med Tine Götzsche i DR Nyheder den 15. februar 2015.
Karin Mørch har skrevet en samtalebog med Francois Zimeray udgivet på Gyldendal 2018, som hedder "Med franske øjne". 
Zimeray har skrevet bogen "Jeg har set det samme ansigt overalt". Gyldendal 2016.  